# Campeones de los Juegos Olímpicos en la Antigüedad

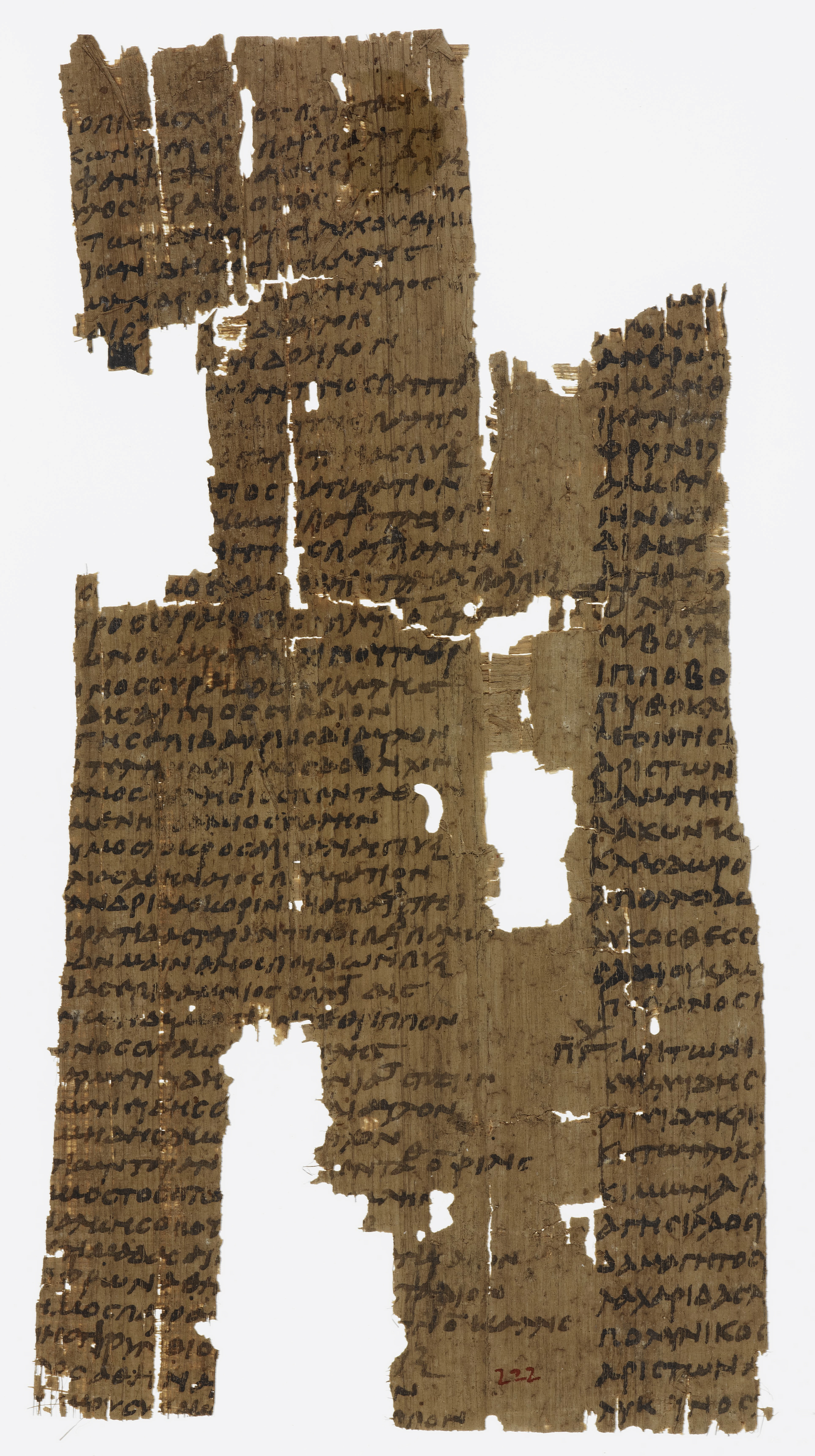
Papiro con las inscripciones de los campeones de los Juegos Olímpicos 75° al 78°, y del 81° al 83° (años 480-468 a. C., y 456-448 a. C.).

En esta nómina se detallan los campeones de las olimpíadas, que se celebraron sin interrupción en Olimpia, en el marco de los Juegos Olímpicos celebrados en la Antigua Grecia, tradición que se mantuvo por más de 1000 años, desde el año 776 a. C. hasta el año 393, año en que fueron prohibidos todos los cultos paganos por los emperadores cristianos de Roma. Este listado, que está incompleto, se basa en fragmentos de Eusebio, Pausanias, Tucídides, Arriano (entre otros), así como en inscripciones y han sido recopilados por fuentes modernas. Junto al número de edición de los juegos, se precisa la fecha, disciplina, y los atletas, junto a la respectiva ciudad de origen. El primero en establecer un listado fue Hipias, más tarde Aristóteles continuó su revisionismo. Las crónicas olímpicas fueron recogidas posteriormente por Eratóstenes, Flegón, y Eusebio.
Se estima que la lista total de campeones podría ser cuatro veces más extensa que la que ha sido reconstruida, por lo que podría haber habido unos 3500 campeones. Entre las ciudades que más victorias cosecharon se encuentran Élide (86), Esparta (76), Alejandría (43), Atenas (41), y Rodas (32).
En el extenso listado se pueden visualizar triunfos de algunos reyes y emperadores, como Filipo II (padre de Alejandro Magno), vencedor en tres olimpíadas consecutivas (356, 352, y 348 a. C.) La primera de las victorias en 356 a. C. fue narrada por Calístenes, que coincidió con el nacimiento de su hijo y tras la cual su madre adoptó el nombre de Olimpia. El propio Alejandro Magno cosechó triunfos según Calístenes, pero no ha sido incluido en esta nómina por carecer de datos del año y olimpíada. 
Siglos más tarde, y pese a la invasión de Roma en Grecia, los juegos continuaron celebrándose cada 4 años, pero ya con la participación también de competidores romanos, que contó en el año 65 de nuestra era con la participación del emperador romano Nerón, quien se adjudicó casi la totalidad de los Juegos de ese año, con 6 victorias (sospechosamente, las mismas tres competencias de carros se repitieron en tres ocasiones, sumada a competencias de lira y recitados).
Los registros de vencedores de las olimpíadas celebradas durante fines del siglo III y la primera mitad del siglo IV de nuestra era son escasos. Fue este un período de turbulencias políticas y religiosas en el imperio romano. Finalmente, tanto las olimpíadas, como los templos, cultos y prácticas religiosas antiguas quedaron prohibidas por el emperador romano Teodosio en el año 393, como primera medida del nuevo orden del cristianismo. Hubo que esperar 1500 años para que se reanudasen, pero bajo nuevas modalidades y estándares.

## Lista de Campeones Olímpicos
| Edición   | Año       | Disciplina                               | Deportista                            | Ciudad de origen        |
| --------- | --------- | ---------------------------------------- | ------------------------------------- | ----------------------- |
| 1         | 776 a. C. | Estadio (carrera)                        | Corebo                                | Élide                   |
| 2         | 772 a. C. | Estadio (carrera)                        | Antímaco                              | Élide                   |
| 3         | 768 a. C. | Estadio (carrera)                        | Androclo                              | Mesenia                 |
| 4         | 764 a. C. | Estadio (carrera)                        | Polícaro                              | Mesenia                 |
| 5         | 760 a. C. | Estadio (carrera)                        | Esquino                               | Élide                   |
| 6         | 756 a. C. | Estadio (carrera)                        | Ebota                                 | Dime                    |
| 7         | 752 a. C. | Estadio (carrera)                        | Diocles                               | Mesenia                 |
| 8         | 748 a. C. | Estadio (carrera)                        | Antícles                              | Mesenia                 |
| 9         | 744 a. C. | Estadio (carrera)                        | Xénocles                              | Mesenia                 |
| 10        | 740 a. C. | Estadio (carrera)                        | Dótades                               | Mesenia                 |
| 11        | 736 a. C. | Estadio (carrera)                        | Leócares                              | Mesenia                 |
| 12        | 732 a. C. | Estadio (carrera)                        | Oxítemo                               | Coronea                 |
| 13        | 728 a. C. | Estadio (carrera)                        | Diocles                               | Corinto                 |
| 14        | 724 a. C. | Estadio (carrera)                        | Desmón (o Dasmón)                     | Corinto                 |
|           | 724 a. C. | Diaulo (carrera doble)                   | Hipeno                                | Élide                   |
| 15        | 720 a. C. | Estadio (carrera)                        | Orsipo                                | Mégara                  |
|           | 720 a. C. | Dólico (carrera 4800 m)                  | Acanto de Esparta                     | Esparta                 |
| 16        | 716 a. C. | Estadio (carrera)                        | Pitágoras                             | Esparta                 |
| 17        | 712 a. C. | Estadio (carrera)                        | Polo                                  | Epidauro                |
| 18        | 708 a. C. | Estadio (carrera)                        | Telis                                 | Sición                  |
|           | 708 a. C. | Pentatlón                                | Lampis                                | Esparta                 |
|           | 708 a. C. | Lucha                                    | Euríbato                              | Esparta                 |
| 19        | 704 a. C. | Estadio (carrera)                        | Menos                                 | Mégara                  |
| 20        | 700 a. C. | Estadio (carrera)                        | Ateradas                              | Esparta                 |
| 21        | 696 a. C. | Estadio (carrera)                        | Pantacles                             | Atenas                  |
| 22        | 692 a. C. | Diaulo (carrera doble)                   | Pantacles                             | Atenas                  |
|           | 692 a. C. | Estadio (carrera)                        | Pantacles                             | Atenas                  |
| 23        | 688 a. C. | Estadio (carrera)                        | Icaro (o Icarios)                     | Hiperesia               |
|           | 688 a. C. | Pugilato                                 | Onomasto                              | Esmirna                 |
| 24        | 684 a. C. | Dólico (carrera 4800 m)                  | Fanas                                 | Mesenia                 |
|           | 684 a. C. | Estadio (carrera)                        | Cleoptolemo                           | Esparta                 |
| 25        | 680 a. C. | Estadio (carrera)                        | Talpis                                | Esparta                 |
|           | 680 a. C. | Synoris (carrera de carros)              | Pagondas (o Pagón)                    | Tebas                   |
| 26        | 676 a. C. | Pentatlón                                | Filómbroto                            | Esparta                 |
|           | 676 a. C. | Estadio (carrera)                        | Calístenes                            | Esparta                 |
| 27        | 672 a. C. | Estadio (carrera)                        | Euríbates (o Euríboto o Euribo)       | Atenas                  |
|           | 672 a. C. | Pentatlón                                | Filómbroto                            | Esparta                 |
| 28        | 668 a. C. | Pugilato                                 | Depo                                  | Crotona                 |
|           | 668 a. C. | Pentatlón                                | Filómbroto                            | Esparta                 |
|           | 668 a. C. | Estadio (carrera)                        | Carmis                                | Esparta                 |
| 29        | 664 a. C. | Diaulo (carrera doble)                   | Quionis                               | Esparta                 |
|           | 664 a. C. | Estadio (carrera)                        | Quionis                               | Esparta                 |
| 30        | 660 a. C. | Diaulo (carrera doble)                   | Quionis                               | Esparta                 |
|           | 660 a. C. | Estadio (carrera)                        | Quionis                               | Esparta                 |
| 31        | 656 a. C. | Diaulo (carrera doble)                   | Quionis                               | Esparta                 |
|           | 656 a. C. | Estadio (carrera)                        | Quionis                               | Esparta                 |
| 32        | 652 a. C. | Pugilato                                 | Comeo                                 | Megara                  |
|           | 652 a. C. | Estadio (carrera)                        | Crátino                               | Megara                  |
| 33        | 648 a. C. | Carrera de caballos                      | Crauxidas (o Craxilas)                | Cranón                  |
|           | 648 a. C. | Estadio (carrera)                        | Gilis (o Gigis)                       | Esparta                 |
|           | 648 a. C. | Pancracio                                | Ligdamis                              | Siracusa                |
|           | 648 a. C. | Synoris (carrera de carros)              | Mirón                                 | Sición                  |
| 34        | 644 a. C. | Estadio (carrera)                        | Estomas                               | Atenas                  |
| 35        | 640 a. C. | Diaulo (carrera doble)                   | Cilón                                 | Atenas                  |
|           | 640 a. C. | Estadio (carrera)                        | Esfero                                | Esparta                 |
| 36        | 636 a. C. | Pancracio                                | Frinón                                | Atenas                  |
|           | 636 a .C  | Estadio (carrera)                        | Aritamas                              | Esparta                 |
| 37        | 632 a. C. | Estadio (carrera)                        | Polinices                             | Élide                   |
|           | 632 a. C. | Estadio (carrera)                        | Euríclidas                            | Esparta                 |
|           | 632 a. C. | Lucha                                    | Hipostenes                            | Esparta                 |
| 38        | 628 a. C. | Pentatlón                                | Deutélides                            | Esparta                 |
|           | 628 a. C. | Estadio (carrera)                        | Olinteo                               | Esparta                 |
| 39        | 624 a. C. | Estadio (carrera)                        | Ripsolao                              | Esparta                 |
|           | 624 a. C. | Lucha                                    | Hipóstenes                            | Esparta                 |
| 40        | 620 a. C. | Estadio (carrera)                        | Olinteo                               | Esparta                 |
|           | 620 a. C. | Lucha                                    | Hipóstenes                            | Esparta                 |
| 41        | 616 a. C. | Pugilato                                 | Filotas                               | Sibaris                 |
|           | 616 a. C. | Estadio (carrera)                        | Cleondas (o Cleónidas)                | Tebas                   |
|           | 616 a. C. | Lucha                                    | Hipóstenes                            | Esparta                 |
| 42        | 612 a. C. | Estadio (carrera)                        | Licotas                               | Esparta                 |
|           | 612 a. C. | Lucha                                    | Hipóstenes                            | Esparta                 |
| 43        | 608 a. C. | Estadio (carrera)                        | Cleón                                 | Epidauro                |
|           | 608 a. C. | Lucha                                    | Hipóstenes                            | Esparta                 |
| 44        | 604 a. C. | Lucha                                    | Hetemocles                            | Esparta                 |
|           | 604 a. C. | Estadio (carrera)                        | Gelón                                 | Esparta                 |
| 45        | 600 a. C. | Estadio (carrera)                        | Antícrates                            | Epidauro                |
|           | 600 a. C. | Lucha                                    | Hetemocles                            | Esparta                 |
| 46        | 596 a. C. | Estadio (carrera)                        | Poliméstor                            | Mileto                  |
|           | 596 a. C  | Estadio (carrera)                        | Crisámaco                             | Esparta                 |
|           | 596 a. C  | Lucha                                    | Hetemocles                            | Esparta                 |
| 47        | 592 a. C. | Estadio (carrera)                        | Euricles                              | Esparta                 |
|           | 592 a. C. | Synoris (carrera de carros)              | Alcmeón                               | Atenas                  |
|           | 592 a. C. | Lucha                                    | Hetemocles                            | Esparta                 |
| 48        | 588 a. C. | Estadio (carrera)                        | Glaucias (o Glicón)                   | Crotona (Magna Grecia)  |
|           | 588 a. C. | Pugilato                                 | Pitágoras                             | Samos                   |
|           | 588 a. C. | Lucha                                    | Hetemocles                            | Esparta                 |
|           | 588 a. C. | Evento especial                          | Leneo                                 | Sin datos               |
| 49        | 584 a. C. | Estadio (carrera)                        | Licino                                | Crotona (Magna Grecia)  |
| 50        | 580 a. C. | Estadio (carrera)                        | Epitélidas                            | Esparta                 |
| 51        | 576 a. C. | Estadio (carrera)                        | Eratóstenes                           | Crotona (Magna Grecia)  |
| 52        | 572 a. C. | Estadio (carrera)                        | Agis                                  | Élide                   |
|           | 572 a. C. | Pugilato                                 | Tisandro                              | Naxos                   |
|           | 572 a. C. | Pancracio                                | Arriquión                             | Figalia                 |
|           | 572 a. C. | Synoris (carrera de carros)              | Clístenes                             | Sición                  |
| 53        | 568 a. C. | Estadio (carrera)                        | Hagnón                                | Pepareto                |
|           | 568 a. C. | Pugilato                                 | Tisandro                              | Naxos                   |
| 54        | 564 a. C. | Pancracio                                | Arriquión                             | Figalia                 |
|           | 564 a. C. | Estadio (carrera)                        | Hipóstrato                            | Crotona (Magna Grecia)  |
|           | 564 a. C. | Synoris (carrera de carros)              | Calias                                | Atenas                  |
|           | 564 a. C. | Pugilato                                 | Tisandro                              | Naxos                   |
|           | 564 a. C. | Pancracio                                | Arriquión                             | Figalia                 |
| 55        | 560 a. C. | Estadio (carrera)                        | Hipóstrato                            | Crotona (Magna Grecia)  |
|           | 560 a. C. | Synoris (carrera de carros)              | Miltiades                             | Atenas                  |
|           | 560 a. C. | Pugilato                                 | Tisandro                              | Naxos                   |
| 56        | 556 a. C. | Estadio (carrera)                        | Fedro                                 | Farsalo                 |
| 57        | 552 a. C. | Estadio (carrera)                        | Ladromo                               | Esparta                 |
| 58        | 548 a. C. | Estadio (carrera)                        | Diogneto                              | Crotona (Magna Grecia)  |
|           | 548 a. C. | Synoris (carrera de carros)              | Euagoras                              | Esparta                 |
| 59        | 544 a. C. | Pugilato                                 | Praxidama                             | Egina                   |
|           | 544 a. C. | Estadio (carrera)                        | Arquíloco                             | Córcira (isla)          |
|           | 544 a. C. | Synoris (carrera de carros)              | Euagoras                              | Esparta                 |
| 60        | 540 a. C. | Pugilato                                 | Leocreón                              | Ceos                    |
|           | 540 a. C. | Estadio (carrera)                        | Apeleo                                | Élide                   |
|           | 540 a. C. | Lucha                                    | Milón                                 | Crotona (Magna Grecia)  |
|           | 540 a. C. | Synoris (carrera de carros)              | Euagoras                              | Esparta                 |
| 61        | 536 a. C. | Estadio (carrera)                        | Agatarco                              | Córcira (isla)          |
|           | 536 a. C. | Synoris (carrera de carros)              | Cimón                                 | Atenas                  |
|           | 536 a. C. | Pancracio                                | Agatarco                              | Opunte                  |
| 62        | 532 a. C. | Estadio (carrera)                        | Erixidas                              | Calcis                  |
|           | 532 a. C. | Lucha                                    | Milón                                 | Crotona (Magna Grecia)  |
|           | 532 a. C. | Synoris (carrera de carros)              | Pisístrato                            | Atenas                  |
| 63        | 528 a. C. | Estadio (carrera)                        | Parménides                            | Camarina                |
|           | 528 a. C. | Synoris (carrera de carros)              | Cimón                                 | Atenas                  |
|           | 528 a. C. | Lucha                                    | Milón                                 | Crotona (Magna Grecia)  |
| 64        | 524 a. C. | Lucha                                    | Milón                                 | Crotona (Magna Grecia)  |
|           | 524 a. C. | Estadio (carrera)                        | Menandro                              | Tesalia                 |
| 65        | 520 a. C. | Hoplitódromo (carrera de hoplitas)       | Damareto (o Demareto)                 | Herea                   |
|           | 520 a. C. | Estadio (carrera)                        | Anoco                                 | Tarento (Magna Grecia)  |
|           | 520 a. C. | Pugilato                                 | Glauco                                | Caristo                 |
|           | 520 a. C. | Diaulo (carrera doble)                   | Anoco                                 | Tarento (Magna Grecia)  |
|           | 520 a. C. | Sin datos                                | Filipo                                | Crotona (Magna Grecia)  |
|           | 520 a. C. | Lucha                                    | Milón                                 | Crotona (Magna Grecia)  |
|           | 520 a. C. | Synoris (carrera de carros)              | Sin datos                             | Tebas                   |
| 66        | 516 a. C. | Pancracio                                | Timasiteo                             | Delfos                  |
|           | 516 a. C. | Estadio (carrera)                        | Isquiro                               | Himera                  |
|           | 516 a. C. | Lucha                                    | Milón                                 | Crotona (Magna Grecia)  |
|           | 516 a. C. | Hoplitódromo (carrera de hoplitas)       | Damareto                              | Herea                   |
|           | 516 a. C. | Synoris (carrera de carros)              | Cleóstenes                            | Epidamno                |
| 67        | 512 a. C. | Estadio (carrera)                        | Fanas                                 | Pelene                  |
|           | 512 a. C. | Lucha                                    | Timasiteo                             | Crotona (Magna Grecia)  |
|           | 512 a. C. | Diaulo (carrera doble)                   | Fanas                                 | Pelene                  |
|           | 512 a. C. | Hoplitódromo (carrera de hoplitas)       | Fanas                                 | Pelene                  |
|           | 512 a. C. | Carrera de caballos                      | Fidolas                               | Corinto                 |
|           | 512 a. C. | Pancracio                                | Timasiteo                             | Delfos                  |
| 68        | 508 a. C. | Carrera de caballos                      | Hijos de Fidolas                      | Corinto                 |
|           | 508 a. C. | Estadio (carrera)                        | Isómaco                               | Crotona (Magna Grecia)  |
|           | 508 a. C. | Lucha                                    | Calíteles                             | Esparta                 |
|           | 508 a. C. | Hoplitódromo (carrera de hoplitas)       | Fricias                               | Pelina                  |
|           | 508 a. C. | Synoris (carrera de carros)              | Pantaros                              | Gela                    |
| 69        | 504 a. C. | Estadio (carrera)                        | Filón                                 | Córcira (isla)          |
|           | 504 a. C. | Diaulo (carrera doble)                   | Tésalo                                | Corinto                 |
|           | 504 a. C. | Estadio (carrera)                        | Isómaco                               | Crotona (Magna Grecia)  |
|           | 504 a. C. | Sin datos                                | Titas                                 | Sin datos               |
|           | 504 a. C. | Hoplitódromo (carrera de hoplitas)       | Fricias                               | Pelina                  |
|           | 504 a. C. | Synoris (carrera de carros)              | Demárato                              | Esparta                 |
| 70        | 500 a. C. | Estadio (carrera)                        | Meneptólemo                           | Apolonia                |
|           | 500 a. C. | Synoris (carrera de carros) de mulas     | Tersio                                | Tesalia                 |
|           | 500 a. C. | Estadio (carrera)                        | Niceas                                | Opunte                  |
|           | 500 a. C. | Pugilato                                 | Filón                                 | Córcira (isla)          |
|           | 500 a. C. | Pentatlón                                | Acmátidas                             | Esparta                 |
|           | 500 a. C. | Pugilato                                 | Agamétor                              | Mantinea                |
|           | 500 a. C. | Synoris (carrera de carros)              | Calias II                             | Atenas                  |
| 71        | 496 a .C  | Carrera de caballos                      | Empédocles                            | Agrigento               |
|           | 496 a .C  | Estadio (carrera)                        | Tisícrates                            | Crotona (Magna Grecia)  |
|           | 496 a .C  | Pugilato                                 | Filón                                 | Córcira (isla)          |
|           | 496 a .C  | Lucha                                    | Exeneto                               | Agrigento               |
|           | 496 a .C  | Carrera de yeguas                        | Pateco                                | Dime                    |
|           | 496 a .C  | Synoris (carrera de carros)              | Calias II                             | Atenas                  |
| 72        | 492 a .C  | Pentatlón                                | Hierónimo                             | Andros                  |
|           | 492 a .C  | Estadio (carrera)                        | Tisícrates                            | Crotona (Magna Grecia)  |
|           | 492 a .C  | Pugilato                                 | Cleómedes                             | Astipalea               |
|           | 492 a .C  | Synoris (carrera de carros)              | Hipocleas                             | Pelina                  |
|           | 492 a .C  | Carrera de caballos                      | Crocón                                | Eretria                 |
|           | 492 a .C  | Synoris (carrera de carros)              | Calias II                             | Atenas                  |
| 73        | 488 a .C  | Pugilato                                 | Diogneto                              | Creta                   |
|           | 488 a .C  | Estadio (carrera)                        | Asópico                               | Orcómeno                |
|           | 488 a .C  | Estadio (carrera)                        | Astilo                                | Crotona (Magna Grecia)  |
|           | 488 a .C  | Pentatlón                                | Euticles                              | Locros                  |
|           | 488 a .C  | Synoris (carrera de carros)              | Hipocleas                             | Pelina                  |
|           | 488 a .C  | Pugilato                                 | Agiadas                               | Élide                   |
|           | 488 a .C  | Diaulo (carrera doble)                   | Astilo                                | Crotona (Magna Grecia)  |
|           | 488 a .C  | Synoris (carrera de carros)              | Gelón                                 | Gela                    |
| 74        | 484 a .C  | Hoplitódromo (carrera de hoplitas)       | Mnaseas                               | Cirene                  |
|           | 484 a .C  | Estadio (carrera)                        | Astilo                                | Crotona (Magna Grecia)  |
|           | 484 a .C  | Pugilato                                 | Eutimo                                | Locros                  |
|           | 484 a .C  | Pentatlón                                | Teopompo                              | Herea                   |
|           | 484 a .C  | Pugilato                                 | Epicradio                             | Mantinea                |
|           | 484 a .C  | Diaulo (carrera doble)                   | Astilo                                | Crotona (Magna Grecia)  |
|           | 484 a .C  | Dólico (carrera 4800 m)                  | Dromeo                                | Estínfalo               |
|           | 484 a .C  | Lucha                                    | Telémaco                              | Farsalo                 |
|           | 484 a .C  | Pancracio                                | Agias                                 | Farsalo                 |
|           | 484 a .C  | Synoris (carrera de carros)              | Polipites                             | Esparta                 |
| 75        | 480 a .C  | Synoris (carrera de carros) de mulas     | Anaxilas                              | Regio                   |
|           | 480 a .C  | Lucha                                    | [...]kon                              | Argos                   |
|           | 480 a .C  | Estadio (carrera)                        | Jenopites                             | Quíos                   |
|           | 480 a .C  | Pugilato                                 | [...]fanes                            | Herea                   |
|           | 480 a .C  | Hoplitódromo (carrera de hoplitas)       | Astilo                                | Siracusa (Magna Grecia) |
|           | 480 a .C  | Synoris (carrera de carros)              | Detondas y Arsíloco                   | Tebas                   |
|           | 480 a .C  | Carrera de caballos                      | Victoria estatal de Argos             | Argos                   |
|           | 480 a .C  | Estadio (carrera)                        | Astilo                                | Siracusa (Magna Grecia) |
|           | 480 a .C  | Pugilato                                 | Teágenes                              | Tasos                   |
|           | 480 a .C  | Pentatlón                                | Teopompo                              | Herea                   |
|           | 480 a .C  | Diaulo (carrera doble)                   | Astilo                                | Siracusa (Magna Grecia) |
|           | 480 a .C  | Dólico (carrera 4800 m)                  | Dromeo                                | Estínfalo               |
|           | 480 a .C  | Pancracio                                | Dromeo                                | Mantinea                |
| 76        | 476 a .C  | Lucha                                    | Teogneto                              | Egina                   |
|           | 476 a .C  | Estadio (carrera)                        | Sin datos                             | Esparta                 |
|           | 476 a .C  | Estadio (carrera)                        | Escamandro (o Escamandrio)            | Mitilene                |
|           | 476 a .C  | Diaulo (carrera doble)                   | Dandis                                | Argos                   |
|           | 476 a .C  | Dólico (carrera 4800 m)                  | Sin datos                             | Esparta                 |
|           | 476 a .C  | Pentatlón                                | Sin datos                             | Tarento (Magna Grecia)  |
|           | 476 a .C  | Lucha                                    | Sin datos                             | Maronea                 |
|           | 476 a .C  | Pugilato                                 | Eutimo                                | Locros                  |
|           | 476 a .C  | Pugilato                                 | Agesidamos                            | Locros                  |
|           | 476 a .C  | Hoplitódromo (carrera de hoplitas)       | Zopiro                                | Siracusa (Magna Grecia) |
|           | 476 a .C  | Synoris (carrera de carros)              | Terón                                 | Agrigento               |
|           | 476 a .C  | Carrera de caballos                      | Hierón                                | Siracusa (Magna Grecia) |
|           | 476 a .C  | Pancracio                                | Teágenes                              | Tasos                   |
| 77        | 472 a .C  | Estadio (carrera)                        | [...]sandridas                        | Corinto                 |
|           | 472 a .C  | Estadio (carrera)                        | Dandis                                | Argos                   |
|           | 472 a .C  | Pugilato                                 | Eutimo                                | Locros                  |
|           | 472 a .C  | Pentatlón                                | [...]amos                             | Mileto                  |
|           | 472 a .C  | Pugilato                                 | Telón                                 | Orestasio               |
|           | 472 a .C  | Lucha                                    | [...]cratidas                         | Tarento (Magna Grecia)  |
|           | 472 a .C  | Diaulo (carrera doble)                   | [...]ges                              | Epidauro                |
|           | 472 a .C  | Dólico (carrera 4800 m)                  | Ergoteles                             | Himera                  |
|           | 472 a .C  | Lucha                                    | [...]menes                            | Samos                   |
|           | 472 a .C  | Hoplitódromo (carrera de hoplitas)       | [...]gias                             | Epidamno                |
|           | 472 a .C  | Carrera de caballos                      | Hierón                                | Siracusa (Magna Grecia) |
|           | 472 a .C  | Pancracio                                | Calias                                | Atenas                  |
|           | 472 a .C  | Sinoris (carrera de carros)              | Victoria estatal de Argos             | Argos                   |
| 78        | 468 a .C  | Synoris (carrera de carros) de mulas     | Agesias                               | Siracusa (Magna Grecia) |
|           | 468 a .C  | Estadio (carrera)                        | Licofrón                              | Atenas                  |
|           | 468 a .C  | Pancracio                                | Epitimadas                            | Argos                   |
|           | 468 a .C  | Estadio (carrera)                        | Parménides                            | Posidonia               |
|           | 468 a .C  | Pugilato                                 | Menalces                              | Opunte                  |
|           | 468 a .C  | Pentatlón                                | [...]tion                             | Tarento (Magna Grecia)  |
|           | 468 a .C  | Pugilato                                 | [...]nes                              | Tirinto                 |
|           | 468 a .C  | Lucha                                    | [...]emos                             | Parrasia                |
|           | 468 a .C  | Dólico (carrera 4800 m)                  | [...]medes                            | Esparta                 |
|           | 468 a .C  | Lucha                                    | Efarmosto (o Eparmosto)               | Opunte                  |
|           | 468 a .C  | Hoplitódromo (carrera de hoplitas)       | [...]los                              | Atenas                  |
|           | 468 a .C  | Carrera de caballos                      | Leofrón                               | Sin datos               |
|           | 468 a .C  | Synoris (carrera de carros)              | Hieronimo                             | Siracusa (Magna Grecia) |
|           | 468 a .C  | Diaulo (carrera doble)                   | Parménides                            | Posidonia               |
| 79        | 464 a .C  | Lucha                                    | Ferias                                | Egina                   |
|           | 464 a .C  | Estadio (carrera)                        | Pitágoras                             | Mantinea                |
|           | 464 a .C  | Estadio (carrera)                        | Jenofonte                             | Corinto                 |
|           | 464 a .C  | Pugilato                                 | Diágoras                              | Rodas                   |
|           | 464 a .C  | Pentatlón                                | Jenofonte                             | Corinto                 |
|           | 464 a .C  | Pugilato                                 | Protolao                              | Mantinea                |
|           | 464 a .C  | Dólico (carrera 4800 m)                  | Ergóteles                             | Hímera                  |
|           | 464 a .C  | Carrera de caballos                      | Equecrátidas                          | Tesalia                 |
|           | 464 a .C  | Pancracio                                | Efotio (o Efondio o Efendio)          | Mainalos                |
|           | 464 a .C  | Synoris (carrera de carros)              | Cratístenes                           | Cirene                  |
| 80        | 460 a .C  | Lucha                                    | Alcmedón                              | Egina                   |
|           | 460 a .C  | Estadio (carrera)                        | Sóstrato                              | Pelene                  |
|           | 460 a .C  | Estadio (carrera)                        | Torimbas (o Torilas o Torimnas)       | Tesalia                 |
|           | 460 a .C  | Lucha                                    | Amesinas                              | Barke                   |
|           | 460 a .C  | Pugilato                                 | Cinisco                               | Mantinea                |
|           | 460 a .C  | Dólico (carrera 4800 m)                  | Ladas                                 | Argos                   |
|           | 460 a .C  | Sin datos                                | Cordafo                               | Lépreo                  |
|           | 460 a .C  | Pancracio                                | Timodemo                              | Atenas                  |
|           | 460 a .C  | Synoris (carrera de carros)              | Arcesilao                             | Cirene                  |
| 81        | 456 a .C  | Synoris (carrera de carros) de mulas     | Psaumio                               | Camarina                |
|           | 456 a .C  | Pentatlón                                | [...]nomos                            | Sin datos               |
|           | 456 a .C  | Carrera de caballos                      | Aigias                                | Na[----]                |
|           | 456 a .C  | Lucha                                    | Frínico                               | Atenas                  |
|           | 456 a .C  | Estadio (carrera)                        | Icadio                                | Creta                   |
|           | 456 a .C  | Estadio (carrera)                        | Polimnasto                            | Cirene                  |
|           | 456 a .C  | Synoris (carrera de carros)              | Diactorides                           | Sin datos               |
|           | 456 a .C  | Pugilato                                 | Alcéneto                              | Lépreo                  |
|           | 456 a .C  | Pugilato                                 | Antropo                               | Sin datos               |
|           | 456 a .C  | Lucha                                    | Leontisco                             | Mesenia                 |
|           | 456 a .C  | Pancracio                                | Timantes                              | Cleonas                 |
|           | 456 a .C  | Hoplitódromo (carrera de hoplitas)       | Mnaseas                               | Cirene(?)               |
| 82        | 452 a .C  | Pentatlón                                | Pitocles                              | Élide                   |
|           | 452 a .C  | Lucha                                    | Cleodoro                              | Sin datos               |
|           | 452 a .C  | Estadio (carrera)                        | Lacón                                 | Quíos                   |
|           | 452 a .C  | Estadio (carrera)                        | Lico                                  | Larisa                  |
|           | 452 a .C  | Diaulo (carrera doble)                   | Eubulo                                | Sin datos               |
|           | 452 a .C  | Dólico (carrera 4800 m)                  | Hipoboto                              | Sin datos               |
|           | 452 a .C  | Pugilato                                 | Aristón                               | Epidauro                |
|           | 452 a .C  | Lucha                                    | Leontisco                             | Mesenia                 |
|           | 452 a .C  | Hoplitódromo (carrera de hoplitas)       | Lico                                  | Tesalia                 |
|           | 452 a .C  | Pancracio                                | Damageto                              | Rodas                   |
|           | 452 a .C  | Synoris (carrera de carros)              | Psaumio                               | Camarina                |
|           | 452 a .C  | Carrera de caballos                      | Pitón                                 | I[----]                 |
| 83        | 448 a .C  | Lucha                                    | Quimón                                | Argos                   |
|           | 448 a .C  | Hoplitódromo (carrera de hoplitas)       | Licino                                | [----]                  |
|           | 448 a .C  | Estadio (carrera)                        | Crisón                                | Hímera                  |
|           | 448 a .C  | Estadio (carrera)                        | Lacáridas                             | A[----]                 |
|           | 448 a .C  | Diaulo (carrera doble)                   | Euclides                              | Rodas                   |
|           | 448 a .C  | Pugilato                                 | Acusilao                              | Rodas                   |
|           | 448 a .C  | Pugilato                                 | Aristón                               | A[----]                 |
|           | 448 a .C  | Lucha                                    | Polinico                              | Tespias                 |
|           | 448 a .C  | Dólico (carrera 4800 m)                  | Egedas                                | Creta                   |
|           | 448 a .C  | Pancracio                                | Damageto                              | Rodas                   |
|           | 448 a .C  | Synoris (carrera de carros)              | Arcesilao                             | Esparta                 |
|           | 448 a .C  | Pentatlón                                | Quetón                                | Locros                  |
| 84        | 444 a .C  | Estadio (carrera)                        | Crisón                                | Himera                  |
|           | 444 a .C  | Lucha                                    | Tauróstenes                           | Egina                   |
|           | 444 a .C  | Pugilato                                 | Alcéneto                              | Lépreo                  |
|           | 444 a .C  | Pentatlón                                | Icco                                  | Tarento (Magna Grecia)  |
|           | 444 a .C  | Pugilato                                 | Cármides                              | Élide                   |
|           | 444 a .C  | Synoris (carrera de carros)              | Arcesilao                             | Esparta                 |
| 85        | 440 a .C  | Pugilato                                 | Gnaton                                | Dipea                   |
|           | 440 a .C  | Estadio (carrera)                        | Crisón                                | Himera                  |
|           | 440 a .C  | Lucha                                    | Teopompo II                           | Heraia                  |
|           | 440 a .C  | Synoris (carrera de carros)              | Policles                              | Esparta                 |
| 86        | 436 a .C  | Pugilato                                 | Filipo                                | Arcadia                 |
|           | 436 a .C  | Estadio (carrera)                        | Teopompo                              | Tesalia                 |
|           | 436 a .C  | Lucha                                    | Pantarces                             | Élide                   |
|           | 436 a .C  | Lucha                                    | Teopompo II                           | Heraia                  |
|           | 436 a .C  | Synoris (carrera de carros)              | Megacles                              | Atenas                  |
| 87        | 432 a .C  | Estadio (carrera)                        | Sofrón                                | Ambracia                |
|           | 432 a .C  | Lucha                                    | Licino                                | Élide                   |
|           | 432 a .C  | Pancracio                                | Dorieo                                | Rodas                   |
|           | 432 a .C  | Synoris (carrera de carros)              | Licino                                | Esparta                 |
| 88        | 428 a .C  | Pancracio                                | Dorieo                                | Rodas                   |
|           | 428 a .C  | Estadio (carrera)                        | Símaco                                | Mesenia                 |
|           | 428 a .C  | Synoris (carrera de carros)              | Alejandro                             | Esparta                 |
| 89        | 424 a .C  | Pugilato                                 | Helánico                              | Lépreo                  |
|           | 424 a .C  | Estadio (carrera)                        | Símaco                                | Mesenia                 |
|           | 424 a .C  | Pugilato                                 | Cleómaco                              | Magnesia                |
|           | 424 a .C  | Pancracio                                | Dorieo                                | Rodas                   |
|           | 424 a .C  | Synoris (carrera de carros)              | León                                  | Esparta                 |
| 90        | 420 a .C  | Dólico (carrera 4800 m)                  | Aristeo                               | Argos                   |
|           | 420 a .C  | Estadio (carrera)                        | Hiperbio                              | Siracusa (Magna Grecia) |
|           | 420 a .C  | Pugilato                                 | Teanto                                | Lépreo                  |
|           | 420 a .C  | Lucha                                    | Amertas                               | Élide                   |
|           | 420 a .C  | Carrera de caballos                      | Jenombroto                            | Cos                     |
|           | 420 a .C  | Pancracio                                | Andróstenes                           | Ménalo                  |
|           | 420 a .C  | Synoris (carrera de carros)              | Licas                                 | Esparta                 |
| 91        | 416 a .C  | Estadio (carrera)                        | Exeneto                               | Agrigento               |
|           | 416 a .C  | Lucha                                    | Nicóstrato                            | Herea                   |
|           | 416 a .C  | Sin datos                                | Lacrates                              | Esparta                 |
|           | 416 a .C  | Pancracio                                | Andróstenes                           | Ménalo                  |
|           | 416 a .C  | Synoris (carrera de carros)              | Alcibíades                            | Atenas                  |
| 92        | 412 a .C  | Estadio (carrera)                        | Exeneto                               | Agrigento               |
| 93        | 408 a .C  | Estadio (carrera)                        | Eubatas (o Eubatos o Eubotas)         | Cirene                  |
|           | 408 a .C  | Pancracio                                | Polidamas                             | Escotusa                |
|           | 408 a .C  | Synoris (carrera de carros)              | Evágoras                              | Élide                   |
|           | 408 a .C  | Synoris (carrera de carros)              | Arquelao I de Macedonia               | Macedonia               |
| 94        | 404 a .C  | Lucha                                    | Símaco                                | Élide                   |
|           | 404 a .C  | Estadio (carrera)                        | Croquinas (o Cruquinas)               | Larisa                  |
|           | 404 a .C  | Pugilato                                 | Eucles                                | Rodas                   |
|           | 404 a .C  | Pugilato                                 | Pisirodo                              | Turios                  |
|           | 404 a .C  | Dólico (carrera 4800 m)                  | Lastenes                              | Tebas                   |
|           | 404 a .C  | Pancracio                                | Prómaco                               | Pelene                  |
| 95        | 400 a .C  | Estadio (carrera)                        | Minos                                 | Atenas                  |
|           | 400 a .C  | Pugilato                                 | Demarco                               | Parrasia                |
|           | 400 a .C  | Pugilato                                 | Jenódico                              | Cos                     |
|           | 400 a .C  | Lucha                                    | Eutímenes                             | Ménalo                  |
|           | 400 a .C  | Lucha                                    | Baucis                                | Trecén                  |
|           | 400 a .C  | Pancracio                                | Antíoco                               | Lépreo                  |
|           | 400 a .C  | Synoris (carrera de carros)              | Timón                                 | Élide                   |
| 96        | 396 a .C  | Estadio (carrera)                        | Epícares                              | Atenas                  |
|           | 396 a .C  | Estadio (carrera)                        | Eupolemo (o Eupolis)                  | Élide                   |
|           | 396 a .C  | Diaulo (carrera doble)                   | Croquinas (o Cruquinas)               | Larisa                  |
|           | 396 a .C  | Dólico (carrera 4800 m)                  | [...]onios                            | Creta                   |
|           | 396 a .C  | Concurso de heraldos                     | Crates                                | Élide                   |
|           | 396 a .C  | Concurso de trompetas                    | Timeo                                 | Élide                   |
|           | 396 a .C  | Lucha                                    | Sin datos                             | Corinto                 |
|           | 396 a .C  | Pugilato                                 | Bicelo                                | Sición                  |
|           | 396 a .C  | Lucha                                    | Arquédamo                             | Élide                   |
|           | 396 a .C  | Diaulo (carrera doble)                   | Croquenas                             | Larisa                  |
|           | 396 a .C  | Synoris (carrera de carros)              | Cinisca                               | Esparta                 |
| 97        | 392 a .C  | Pugilato                                 | Formión                               | Halicarnaso             |
|           | 392 a .C  | Estadio (carrera)                        | Dicón                                 | Caulonia                |
|           | 392 a .C  | Pugilato                                 | Nioledas                              | Feneo                   |
|           | 392 a .C  | Lucha                                    | Eutímenes                             | Ménalo                  |
|           | 392 a .C  | Synoris (carrera de carros)              | Cinisca                               | Esparta                 |
| 98        | 388 a .C  | Estadio (carrera)                        | Sosipo                                | Atenas                  |
|           | 388 a .C  | Lucha                                    | Aristodemo                            | Élide                   |
|           | 388 a .C  | Pugilato                                 | Eupalo                                | Tesalia                 |
|           | 388 a .C  | Pugilato                                 | Antípatro                             | Mileto                  |
|           | 388 a .C  | Carrera de caballos                      | Cleógenes                             | Élide                   |
|           | 388 a .C  | Synoris (carrera de carros)              | Jenarco                               | Esparta                 |
| 99        | 384 a .C  | Estadio (carrera)                        | Licino                                | Herea                   |
|           | 384 a .C  | Dólico (carrera 4800 m)                  | Sotades                               | Creta                   |
|           | 384 a .C  | Estadio (carrera)                        | Dicón                                 | Siracusa (Magna Grecia) |
|           | 384 a .C  | Synoris (carrera de carros)              | Euríbato                              | Esparta                 |
|           | 384 a .C  | Pugilato                                 | Damoxénidas                           | Ménalo                  |
|           | 384 a .C  | Pentatlón                                | Hismón                                | Élide                   |
|           | 384 a .C  | Pugilato                                 | Alceto                                | Clítor                  |
|           | 384 a .C  | Diaulo (carrera doble) o Hoplitódromo    | Dicón                                 | Siracusa (Magna Grecia) |
|           | 384 a .C  | Lucha                                    | Narícidas                             | Figalia                 |
| 100       | 380 a .C  | Estadio (carrera)                        | Dinóloco                              | Élide                   |
|           | 380 a .C  | Pancracio                                | Jenofón                               | Egas (Cilicia)          |
|           | 380 a .C  | Estadio (carrera)                        | Dionisódoro                           | Tarento (Magna Grecia)  |
|           | 380 a .C  | Pugilato                                 | Sin datos                             | Samos                   |
|           | 380 a .C  | Pugilato                                 | Hipo                                  | Élide                   |
|           | 380 a .C  | Dólico (carrera 4800 m)                  | Sotades                               | Éfeso                   |
| 101       | 376 a .C  | Pentatlón                                | Estomio                               | Élide                   |
|           | 376 a .C  | Estadio (carrera)                        | Damón                                 | Turios                  |
|           | 376 a .C  | Pugilato                                 | Labax                                 | Lépreo                  |
|           | 376 a .C  | Pugilato                                 | Critódamo                             | Clítor                  |
| 102       | 372 a .C  | Synoris (carrera de carros)              | Troilo                                | Élide                   |
|           | 372 a .C  | Estadio (carrera)                        | Damón                                 | Turios                  |
|           | 372 a .C  | Pugilato                                 | Tersiloco                             | Córcira (isla)          |
|           | 372 a .C  | Lucha                                    | Jenocles                              | Ménalo                  |
|           | 372 a .C  | Sin datos                                | Sin datos                             | Metidria                |
|           | 372 a .C  | Synoris (carrera de carros)              | Troilo                                | Élide                   |
| 103       | 368 a .C  | Estadio (carrera)                        | Damisco                               | Mesenia                 |
|           | 368 a .C  | Estadio (carrera)                        | Pitóstrato                            | Atenas                  |
|           | 368 a .C  | Pugilato                                 | Aristión                              | Epidauro                |
|           | 368 a .C  | Pancracio                                | Jenarques                             | Estrato                 |
|           | 368 a .C  | Synoris (carrera de carros)              | Eurileonis                            | Esparta                 |
| 104       | 364 a .C  | Estadio (carrera)                        | Fócides                               | Atenas                  |
|           | 364 a .C  | Concurso de Heraldos                     | Arquias                               | Hiblea                  |
|           | 364 a .C  | Pancracio                                | Sóstrato                              | Sición                  |
|           | 364 a .C  | Synoris (carrera de carros)              | Eubatas                               | Cirene                  |
| 105       | 360 a .C  | Pugilato                                 | Filamón                               | Atenas                  |
|           | 360 a .C  | Estadio (carrera)                        | Jenón                                 | Lépreo                  |
|           | 360 a .C  | Estadio (carrera)                        | Poro                                  | Cirene                  |
|           | 360 a .C  | Lucha                                    | Agenor                                | Tebas                   |
|           | 360 a .C  | Concurso de Heraldos                     | Arquias                               | Hiblea                  |
|           | 360 a .C  | Pancracio                                | Sóstrato                              | Sición                  |
|           | 360 a .C  | Synoris (carrera de carros)              | Teocresto I                           | Cirene                  |
| 106       | 356 a .C  | Dólico (carrera 4800 m)                  | Pirilampes                            | Éfeso                   |
|           | 356 a .C  | Estadio (carrera)                        | Poro                                  | Malia                   |
|           | 356 a .C  | Lucha                                    | Querón                                | Pelene                  |
|           | 356 a .C  | Concurso de heraldos                     | Arquias                               | Hiblea                  |
|           | 356 a .C  | Carrera de caballos                      | Filipo II de Macedonia                | Macedonia               |
|           | 356 a .C  | Pancracio                                | Sóstrato                              | Sición                  |
| 107       | 352 a .C  | Estadio (carrera)                        | Esmicrinas                            | Tarento (Magna Grecia)  |
|           | 352 a .C  | Synoris (carrera de carros)              | Timócrates                            | Atenas                  |
|           | 352 a .C  | Pugilato                                 | Ateneo                                | Éfeso                   |
|           | 352 a .C  | Sin datos                                | Dionisódoro                           | Tebas                   |
|           | 352 a .C  | Lucha                                    | Querón                                | Pelene                  |
|           | 352 a .C  | Synoris (carrera de carros)              | Filipo II de Macedonia                | Macedonia               |
| 108       | 348 a .C  | Estadio (carrera)                        | Policles                              | Cirene                  |
|           | 348 a .C  | Lucha                                    | Esquilo                               | Tespias                 |
|           | 348 a .C  | Lucha                                    | Querón                                | Pelene                  |
|           | 348 a .C  | Synoris (carrera de carros)              | Filipo II de Macedonia                | Macedonia               |
| 109       | 344 a .C  | Estadio (carrera)                        | Aristólocos                           | Atenas                  |
|           | 344 a .C  | Lucha                                    | Querón                                | Pelene                  |
|           | 344 a .C  | Hoplitódromo (carrera de hoplitas)       | Calícrates                            | Magnesia                |
|           | 344 a .C  | Synoris (carrera de carros)              | Aribas                                | Epiro                   |
| 110       | 340 a .C  | Pugilato                                 | Asamón                                | Élide                   |
|           | 340 a .C  | Estadio (carrera)                        | Anticles                              | Atenas                  |
|           | 340 a .C  | Pugilato                                 | Telestas                              | Mesenia                 |
|           | 340 a .C  | Hoplitódromo (carrera de hoplitas)       | Calícrates                            | Magnesia                |
| 111       | 336 a .C  | Pancracio                                | Dioxipo                               | Atenas                  |
|           | 336 a .C  | Estadio (carrera)                        | Cleomantis                            | Clítor                  |
|           | 336 a .C  | Pugilato                                 | Mis                                   | Tarento (Magna Grecia)  |
| 112       | 332 a .C  | Pentatlón                                | Calipo                                | Atenas                  |
|           | 332 a .C  | Estadio (carrera)                        | Grilo                                 | Calcis                  |
|           | 332 a .C  | Pugilato                                 | Sátiro                                | Élide                   |
|           | 332 a .C  | Lucha                                    | Quilón                                | Patras                  |
| 113       | 328 a .C  | Dólico (carrera 4800 m)                  | Egeo                                  | Argos                   |
|           | 328 a .C  | Estadio (carrera)                        | Clitón                                | Macedonia               |
|           | 328 a .C  | Pugilato                                 | Sátiro                                | Élide                   |
|           | 328 a .C  | Eventos ecuestres                        | Démades                               | Atenas                  |
|           | 328 a .C  | Lucha                                    | Quilón                                | Patras                  |
|           | 328 a .C  | Concurso de trompetas                    | Herodoro                              | Mégara                  |
| 114       | 324 a .C  | Concurso de trompetas                    | Herodoro                              | Mégara                  |
|           | 324 a .C  | Estadio (carrera)                        | Micinas                               | Rodas                   |
|           | 324 a .C  | Pugilato                                 | Duris                                 | Samos                   |
|           | 324 a .C  | Pancracio                                | Astianax                              | Mileto                  |
| 115       | 320 a .C  | Estadio (carrera)                        | Damasias                              | Anfípolis               |
|           | 320 a .C  | Pugilato                                 | Pitalo                                | Élide                   |
|           | 320 a .C  | Lucha                                    | Hermesianax                           | Colofón                 |
|           | 320 a .C  | Concurso de trompetas                    | Herodoro                              | Mégara                  |
|           | 320 a .C  | Pancracio                                | Astianax                              | Mileto                  |
| 116       | 316 a .C  | Pugilato                                 | Querilo                               | Élide                   |
|           | 316 a .C  | Estadio (carrera)                        | Demóstenes                            | Esparta                 |
|           | 316 a .C  | Concurso de trompetas                    | Herodoro                              | Mégara                  |
|           | 316 a .C  | Pancracio                                | Astianax                              | Mileto                  |
| 117       | 312 a .C  | Pancracio                                | Aristofón                             | Atenas                  |
|           | 312 a .C  | Estadio (carrera)                        | Parmenio                              | Mitilene                |
|           | 312 a .C  | Pentatlón                                | Alexibio                              | Herea                   |
|           | 312 a .C  | Concurso de trompetas                    | Herodoro                              | Mégara                  |
| 118       | 308 a .C  | Pugilato                                 | Teotimo                               | Élide                   |
|           | 308 a .C  | Estadio (carrera)                        | Apolónides                            | Tegea                   |
|           | 308 a .C  | Pancracio                                | Antenor                               | Atenas o Mileto         |
|           | 308 a .C  | Lucha                                    | Seleadas                              | Esparta                 |
|           | 308 a .C  | Concurso de trompetas                    | Herodoro                              | Mégara                  |
|           | 308 a .C  | Carrera de caballos                      | Nicágoras                             | Lindos                  |
|           | 308 a .C  | Synoris (carrera de carros)              | Nicágoras                             | Lindos                  |
| 119       | 304 a .C  | Estadio (carrera)                        | Sofio                                 | Mesenia                 |
|           | 304 a .C  | Estadio (carrera)                        | Andrómenes                            | Corinto                 |
|           | 304 a .C  | Pugilato                                 | Calón                                 | Élide                   |
|           | 304 a .C  | Diaulo (carrera doble)                   | Nicandro                              | Élide                   |
|           | 304 a .C  | Concurso de trompetas                    | Herodoro                              | Mégara                  |
|           | 304 a .C  | Synoris (carrera de carros)              | Lampo                                 | Filipos                 |
| 120       | 300 a .C  | Estadio (carrera)                        | Timóstenes                            | Élide                   |
|           | 300 a .C  | Pancracio                                | Nicón                                 | Antedón                 |
|           | 300 a .C  | Estadio (carrera)                        | Pitágoras                             | Magnesia                |
|           | 300 a .C  | Lucha                                    | Queras                                | Argos                   |
|           | 300 a .C  | Pugilato                                 | Arquipo                               | Mitilene                |
|           | 300 a .C  | Pugilato                                 | Hipómaco                              | Élide                   |
|           | 300 a .C  | Diaulo (carrera doble)                   | Nicandro                              | Élide                   |
|           | 300 a .C  | Sin datos                                | Eublaces                              | Esparta                 |
|           | 300 a .C  | Concurso de trompetas                    | Herodoro                              | Mégara                  |
|           | 300 a .C  | Hoplitódromo (carrera de hoplitas)       | Sin datos                             | Magnesia                |
|           | 300 a .C  | Synoris (carrera de carros)              | Teocresto II                          | Cirene                  |
| 121       | 296 a .C  | Estadio (carrera)                        | Antípatro                             | Mileto                  |
|           | 296 a .C  | Diaulo (carrera doble)                   | Apolonio                              | Alejandría              |
|           | 296 a .C  | Estadio (carrera)                        | Pitágoras                             | Magnesia                |
|           | 296 a .C  | Pugilato                                 | Calipo                                | Rodas                   |
|           | 296 a .C  | Pentatlón                                | Tímaco                                | Mantinea                |
|           | 296 a .C  | Lucha                                    | [So]siades                            | Trales                  |
|           | 296 a .C  | Dólico (carrera 4800 m)                  | Pasícoro                              | Beocia                  |
|           | 296 a .C  | Synoris (carrera de carros)              | Tlasímaco                             | Ambracia                |
|           | 296 a .C  | Lucha                                    | Anfiares                              | Esparta                 |
|           | 296 a .C  | Concurso de trompetas                    | Herodoro                              | Mégara                  |
|           | 296 a .C  | Hoplitódromo (carrera de hoplitas)       | Sin datos                             | Magnesia                |
|           | 296 a .C  | Carrera de caballos                      | Pandión                               | Tesalia                 |
|           | 296 a .C  | Pancracio                                | Nicón                                 | Antedón                 |
|           | 296 a .C  | Synoris (carrera de carros)              | Tlasímaco                             | Ambracia                |
| 122       | 296 a .C  | Synoris (carrera de carros)              | Arquídamo                             | Élide                   |
|           | 292 a .C  | Pugilato                                 | Filipo                                | Arcadia                 |
|           | 292 a .C  | Estadio (carrera)                        | Heródoto                              | Clazómenas              |
|           | 292 a .C  | Estadio (carrera)                        | Antígono                              | Macedonia               |
|           | 292 a .C  | Hoplitódromo (carrera de hoplitas)       | Eperasto                              | Élide                   |
|           | 292 a .C  | Synoris (carrera de carros)              | Telémaco                              | Élide                   |
| 123       | 288 a .C  | Estadio (carrera)                        | Antígono                              | Macedonia               |
| 124       | 284 a .C  | Estadio (carrera)                        | Filomelo                              | Farsalo                 |
| 125       | 280 a .C  | Estadio (carrera)                        | Ladas                                 | Egio                    |
| 126       | 276 a .C  | Estadio (carrera)                        | Ideo                                  | Cirene                  |
|           | 276 a .C  | Synoris (carrera de carros)              | Atalo                                 | Pérgamo                 |
| 127       | 272 a .C  | Lucha                                    | Crátino                               | Egira                   |
|           | 272 a .C  | Estadio (carrera)                        | Perígenes                             | Alejandría              |
|           | 272 a .C  | Lucha                                    | Nicarco                               | Élide                   |
|           | 272 a .C  | Synoris (carrera de carros)              | Glauco                                | Atenas                  |
| 128       | 268 a .C  | Lucha                                    | Alexínico                             | Élide                   |
|           | 268 a .C  | Estadio (carrera)                        | Seleuco                               | Macedonia               |
|           | 268 a .C  | Synoris (carrera de carros)              | Bilístice                             | Macedonia               |
|           | 268 a .C  | Carrera de caballos                      | Sin datos                             | Cranón                  |
|           | 268 a .C  | Synoris (carrera de carros)              | Sin datos                             | Tesalia                 |
|           | 268 a .C  | Synoris (carrera de carros)              | Cártero                               | Tesalia                 |
| 129       | 264 a .C  | Diaulo (carrera doble)                   | Filino                                | Cos                     |
|           | 264 a .C  | Estadio (carrera)                        | Filino                                | Cos                     |
|           | 264 a .C  | Synoris (carrera de carros)              | Bilístice                             | Macedonia               |
| 130       | 260 a .C  | Diaulo (carrera doble)                   | Filino                                | Cos                     |
|           | 260 a .C  | Estadio (carrera)                        | Filino                                | Cos                     |
| 131       | 256 a .C  | Estadio (carrera)                        | Amonio                                | Alejandría              |
|           | 256 a .C  | Carrera                                  | Hipócrates                            | Tesalia                 |
|           | 256 a .C  | Lucha                                    | Icasio                                | Colofón                 |
|           | 256 a .C  | Diaulo (carrera doble)                   | Filino                                | Cos                     |
| 132       | 252 a .C  | Estadio (carrera)                        | Jenófanes                             | Anfisa                  |
| 133       | 248 a .C  | Lucha                                    | Lastráditas                           | Élide                   |
|           | 248 a .C  | Estadio (carrera)                        | Similo                                | Neápolis                |
|           | 248 a .C  | Sin datos                                | Euriades                              | Élide                   |
|           | 248 a .C  | Sin datos                                | Sin datos                             | Élide                   |
| 134       | 244 a .C  | Estadio (carrera)                        | Álcidas                               | Esparta                 |
| 135       | 240 a .C  | Estadio (carrera)                        | Eratón                                | Etolia                  |
|           | 240 a .C  | Pugilato                                 | Cleoxeno                              | Alejandría              |
| 136       | 236 a .C  | Estadio (carrera)                        | Pitocles                              | Sición                  |
| 137       | 232 a .C  | Pentatlón                                | Gorgo                                 | Mesenia                 |
|           | 232 a .C  | Estadio (carrera)                        | Menesteo                              | Bargilia                |
|           | 232 a .C  | Synoris (carrera de carros)              | Arato                                 | Sición                  |
| 138       | 228 a .C  | Estadio (carrera)                        | Emotio                                | Telpusa                 |
|           | 228 a .C  | Carrera de caballos                      | Pantarces                             | Élide                   |
|           | 228 a .C  | Estadio (carrera)                        | Demetrio                              | Alejandría              |
| 139       | 224 a .C  | Estadio (carrera)                        | Ioledas                               | Argos                   |
| 140       | 220 a .C  | Pancracio                                | Agesídamo                             | Mesenia                 |
|           | 220 a .C  | Sin datos                                | Sin datos                             | Nibis                   |
|           | 220 a .C  | Estadio (carrera)                        | Zopiro                                | Siracusa (Magna Grecia) |
| 141       | 216 a .C  | Diaulo (carrera doble)                   | Trasónides                            | Élide                   |
|           | 216 a .C  | Lucha                                    | Peanio                                | Élide                   |
|           | 216 a .C  | Pancracio                                | Clitómacos                            | Tebas                   |
|           | 216 a .C  | Estadio (carrera)                        | Doroteo                               | Rodas                   |
| 142       | 212 a .C  | Pugilato                                 | Clitómaco                             | Tebas                   |
|           | 212 a .C  | Lucha                                    | Capro                                 | Élide                   |
|           | 212 a .C  | Pancracio                                | Kapros                                | Élide                   |
|           | 212 a .C  | Estadio (carrera)                        | Crates                                | Alejandría              |
|           | 212 a .C  | Synoris (carrera de carros)              | Acestórides                           | Tróade                  |
| 143       | 208 a .C  | Diaulo (carrera doble)                   | Sin datos                             | Argos                   |
|           | 208 a .C  | Estadio (carrera)                        | Damatrio                              | Tegea                   |
|           | 208 a .C  | Estadio (carrera)                        | Hercleto                              | Samos                   |
| 144       | 204 a .C  | Estadio (carrera)                        | Sódamo                                | Aso                     |
|           | 204 a .C  | Diaulo (carrera doble)                   | Sin datos                             | Argos                   |
|           | 204 a .C  | Lucha                                    | Damócrates                            | Ténedos                 |
|           | 204 a .C  | Estadio (carrera)                        | Heráclides                            | Salamina de Chipre      |
| 145       | 200 a .C  | Pentatlón                                | Timón                                 | Élide                   |
|           | 200 a .C  | Pugilato                                 | Mosco                                 | Colofón                 |
|           | 200 a .C  | Diaulo (carrera doble)                   | Sin datos                             | Argos                   |
|           | 200 a .C  | Dólico (carrera 4800 m)                  | Damatrio                              | Tegea                   |
|           | 200 a .C  | Estadio (carrera)                        | Pirrias                               | Etolia                  |
|           | 200 a .C  | Pancracio                                | Fedimo                                | Alejandría              |
| 146       | 196 a .C  | Diaulo (carrera doble)                   | Sin datos                             | Argos                   |
|           | 196 a .C  | Estadio (carrera)                        | Mición                                | Beocia                  |
| 147       | 192 a .C  | Lucha                                    | Clitóstrato                           | Rodas                   |
|           | 192 a .C  | Estadio (carrera)                        | Agémaco                               | Cícico                  |
| 148       | 188 a .C  | Estadio (carrera)                        | Arcesilao                             | Megalópolis             |
| 149       | 184 a .C  | Pugilato                                 | Epiterses                             | Eritras                 |
|           | 184 a .C  | Estadio (carrera)                        | Hipóstrato                            | Seleucia                |
| 150       | 180 a .C  | Pugilato                                 | Epiterses                             | Eritras                 |
|           | 180 a .C  | Estadio (carrera)                        | Onesícrito                            | Salamina                |
| 151       | 176 a .C  | Estadio (carrera)                        | Timilo                                | Aspendo                 |
| 152       | 172 a .C  | Lucha                                    | Agesístrato                           | Lindos                  |
|           | 172 a .C  | Pancracio                                | Dialo                                 | Esmirna                 |
|           | 172 a .C  | Estadio (carrera)                        | Demócrito                             | Mégara                  |
| 153       | 168 a .C  | Estadio (carrera)                        | Aristandro                            | Antisa                  |
| 154       | 164 a .C  | Lucha                                    | Lisipo                                | Élide                   |
|           | 164 a .C  | Diaulo (carrera doble)                   | Leónidas                              | Rodas                   |
|           | 164 a .C  | Hoplitódromo (carrera de hoplitas)       | Leónidas                              | Rodas                   |
|           | 164 a .C  | Estadio (carrera)                        | Leónidas                              | Rodas                   |
| 155       | 160 a .C  | Pugilato                                 | D[...]gonos                           | Rodas                   |
|           | 160 a .C  | Diaulo (carrera doble)                   | Leónidas                              | Rodas                   |
|           | 160 a .C  | Hoplitódromo (carrera de hoplitas)       | Leónidas                              | Rodas                   |
|           | 160 a .C  | Estadio (carrera)                        | Leónidas                              | Rodas                   |
| 156       | 156 a .C  | Pancracio                                | Amintas                               | Ereso                   |
|           | 156 a .C  | Pugilato                                 | D[...]gonos                           | Rodas                   |
|           | 156 a .C  | Diaulo (carrera doble)                   | Leónidas                              | Rodas                   |
|           | 156 a .C  | Lucha                                    | Aristómenes                           | Rodas                   |
|           | 156 a .C  | Hoplitódromo (carrera de hoplitas)       | Leónidas                              | Rodas                   |
|           | 156 a .C  | Pancracio                                | Aristómenes                           | Rodas                   |
|           | 156 a .C  | Estadio (carrera)                        | Leónidas                              | Rodas                   |
| 157       | 152 a .C  | Diaulo (carrera doble)                   | Leónidas                              | Rodas                   |
|           | 152 a .C  | Estadio (carrera)                        | Apolodoro                             | Samos                   |
|           | 152 a .C  | Hoplitódromo (carrera de hoplitas)       | Leónidas                              | Rodas                   |
|           | 152 a .C  | Estadio (carrera)                        | Leónidas                              | Rodas                   |
| 158       | 148 a .C  | Estadio (carrera)                        | Orto                                  | Siracusa (Magna Grecia) |
|           | 148 a .C  | Lucha                                    | Sin datos                             | Élide                   |
| 159       | 144 a .C  | Pugilato                                 | Jenotemis                             | Mileto                  |
|           | 144 a .C  | Estadio (carrera)                        | Alcemo                                | Cícico                  |
| 160       | 140 a .C  | Estadio (carrera)                        | Agnódoro                              | Cícico                  |
| 161       | 136 a .C  | Estadio (carrera)                        | Antípatro                             | Epiro                   |
| 162       | 132 a .C  | Estadio (carrera)                        | Damón                                 | Delfos                  |
| 163       | 128 a .C  | Estadio (carrera)                        | Timoteo                               | Trales                  |
| 164       | 124 a .C  | Estadio (carrera)                        | Beoto                                 | Sición                  |
| 165       | 120 a .C  | Pugilato                                 | Agesarco                              | Tritea                  |
|           | 120 a .C  | Estadio (carrera)                        | Acusilao                              | Cirene                  |
| 166       | 116 a .C  | Estadio (carrera)                        | Crisógono                             | Nicea                   |
| 167       | 112 a .C  | Estadio (carrera)                        | Crisógono                             | Nicea                   |
| 168       | 108 a .C  | Estadio (carrera)                        | Nicómaco                              | Filadelfia              |
| 169       | 104 a .C  | Estadio (carrera)                        | Nicódamo                              | Esparta                 |
| 170       | 100 a .C  | Diaulo (carrera doble)                   | Nicocles                              | Acreas                  |
|           | 100 a .C  | Dólico (carrera 4800 m)                  | Nicocles                              | Acreas                  |
|           | 100 a .C  | Hoplitódromo (carrera de hoplitas)       | Nicocles                              | Acreas                  |
|           | 100 a .C  | Estadio (carrera)                        | Simias                                | Seleucia del Tigris     |
| 171       | 96 a .C   | Sin datos                                | Aristódamo                            | Élide                   |
|           | 96 a .C   | Synoris (carrera de carros)              | Antígenes                             | Élide                   |
|           | 96 a .C   | Estadio (carrera)                        | Parmenisco                            | Córcira (isla)          |
| 172       | 92 a .C   | Lucha                                    | Protófanes                            | Magnesia                |
|           | 92 a .C   | Pancracio                                | Protófanes                            | Magnesia                |
|           | 92 a .C   | Estadio (carrera)                        | Eudamo                                | Cos                     |
| 173       | 88 a .C   | Estadio (carrera)                        | Parmenisco                            | Córcira (isla)          |
| 174       | 84 a .C   | Synoris (carrera de carros)              | Teodota                               | Élide                   |
|           | 84 a .C   | Carrera de caballos                      | Praxágoras                            | Élide                   |
|           | 84 a .C   | Carrera de caballos                      | Estrogiano                            | Élide                   |
|           | 84 a .C   | Carrera de caballos                      | Telémaco                              | Élide                   |
|           | 84 a .C   | Estadio (carrera)                        | Demóstrato                            | Larisa                  |
|           | 84 a .C   | Synoris (carrera de carros)              | Filisto                               | Élide                   |
|           | 84 a .C   | Synoris (carrera de carros)              | Timareta                              | Élide                   |
| 175       | 80 a .C   | Estadio (carrera)                        | Epeneto                               | Argos                   |
|           | 80 a .C   | Estadio (carrera)                        | Sin datos                             | Sin datos               |
| 176       | 76 a .C   | Carrera de caballos                      | Lástenes                              | Élide                   |
|           | 76 a .C   | Estadio (carrera)                        | Dion                                  | Ciparisia               |
|           | 76 a .C   | Synoris (carrera de carros)              | Sin datos                             | Élide                   |
| 177       | 72 a .C   | Pugilato                                 | Atianas                               | Adramitio               |
|           | 72 a .C   | Pentatlón                                | Aristonímidas                         | Cos                     |
|           | 72 a .C   | Pugilato                                 | Sotérico                              | Élide                   |
|           | 72 a .C   | Lucha                                    | Apolonias                             | Ciparisia               |
|           | 72 a .C   | Pancracio                                | Calas                                 | Élide                   |
|           | 72 a .C   | Estadio (carrera)                        | Sosígenes                             | Asia                    |
|           | 72 a .C   | Diaulo (carrera doble)                   | Hecatomno                             | Mileto                  |
|           | 72 a .C   | Dólico (carrera 4800 m)                  | Gaio                                  | Roma                    |
|           | 72 a .C   | Dólico (carrera 4800 m)                  | Hipsicles                             | Sición                  |
|           | 72 a .C   | Carrera de caballos                      | Calipo                                | Élide                   |
|           | 72 a .C   | Synoris (carrera de carros)              | Cletias                               | Élide                   |
|           | 72 a .C   | Synoris (carrera de carros) evento extra | Helánico                              | Élide                   |
|           | 72 a .C   | Lucha                                    | Isidoro                               | Alejandría              |
|           | 72 a .C   | Hoplitódromo (carrera de hoplitas)       | Hecatomno                             | Mileto                  |
|           | 72 a .C   | Carrera de caballos                      | Hegemón                               | Élide                   |
|           | 72 a .C   | Pancracio                                | Esfodrias                             | Sición                  |
|           | 72 a .C   | Estadio (carrera)                        | Hecatomno                             | Mileto                  |
|           | 72 a .C   | Synoris (carrera de carros)              | Helánico                              | Élide                   |
|           | 72 a .C   | Synoris (carrera de carros)              | Aristóloco                            | Élide                   |
| 178       | 68 a .C   | Pancracio                                | Estratónico                           | Alejandría              |
|           | 68 a .C   | Lucha                                    | Estratónico                           | Alejandría              |
|           | 68 a .C   | Estadio (carrera)                        | Diocles                               | Hipepa                  |
| 179       | 64 a .C   | Lucha                                    | Estratónico                           | Alejandría              |
|           | 64 a .C   | Estadio (carrera)                        | Andrea                                | Esparta                 |
| 180       | 60 a .C   | Estadio (carrera)                        | Andrómaco                             | Ambracia                |
|           | 60 a .C   | Synoris (carrera de carros)              | Menedemo                              | Élide                   |
| 181       | 56 a .C   | Evento ecuestre                          | Caropas                               | Élide                   |
|           | 56 a .C   | Estadio (carrera)                        | Lamaco                                | Tauromenio              |
| 182       | 52 a .C   | Evento ecuestre                          | Agéloco                               | Élide                   |
|           | 52 a .C   | Lucha                                    | Mario                                 | Alejandría              |
|           | 52 a .C   | Pancracio                                | Mario                                 | Alejandría              |
|           | 52 a .C   | Estadio (carrera)                        | Antestio                              | Argos                   |
| 183       | 48 a .C   | Sin datos                                | Sin datos                             | Élide                   |
|           | 48 a .C   | Estadio (carrera)                        | Teodoro                               | Mesenia                 |
|           | 48 a .C   | Synoris (carrera de carros)              | [....]co                              | Élide                   |
| 184       | 44 a .C   | Estadio (carrera)                        | Teodoro                               | Mesenia                 |
| 185       | 40 a .C   | Pugilato                                 | Taliarco                              | Élide                   |
|           | 40 a .C   | Estadio (carrera)                        | Aristón                               | Turios                  |
| 186       | 36 a .C   | Pugilato                                 | Taliarco                              | Élide                   |
|           | 36 a .C   | Carrera de caballos                      | Licómedes                             | Élide                   |
|           | 36 a .C   | Estadio (carrera)                        | Escamandro                            | Alejandría              |
| 187       | 32 a .C   | Estadio (carrera)                        | Aristón                               | Turios                  |
| 188       | 28 a .C   | Estadio (carrera)                        | Sópatro                               | Argos                   |
| 189       | 24 a .C   | Concurso de trompetas                    | Demóstenes                            | Mileto                  |
|           | 24 a .C   | Pancracio                                | Filipo Glicón                         | Pérgamo                 |
|           | 24 a .C   | Estadio (carrera)                        | Asclepíades                           | Sidón                   |
| 190       | 20 a .C   | Diaulo (carrera doble)                   | Sin datos                             | Mileto                  |
|           | 20 a .C   | Concurso de trompetas                    | Demóstenes                            | Mileto                  |
|           | 20 a .C   | Estadio (carrera)                        | Ofidio                                | Patras                  |
| 191       | 16 a .C   | Concurso de trompetas                    | Demóstenes                            | Mileto                  |
|           | 16 a .C   | Estadio (carrera)                        | Diodoto                               | Tiana                   |
| 192       | 12 a .C   | Lucha                                    | Políctor                              | Élide                   |
|           | 12 a .C   | Estadio (carrera)                        | Diofanes                              | Etolia                  |
| 193       | 8 a .C    | Pugilato                                 | Nicofón                               | Mileto                  |
|           | 8 a .C    | Estadio (carrera)                        | Artemidoro                            | Tiatira                 |
| 194       | 4 a .C    | Lucha                                    | Políxeno                              | Zacinto                 |
|           | 4 a .C    | Estadio (carrera)                        | Demarato                              | Éfeso                   |
|           | 4 a .C    | Synoris (carrera de carros)              | Tiberio Claudio Nerón                 | Roma                    |
| 195       | 1 d .C    | Evento ecuestre                          | Arquíadas                             | Élide                   |
|           | 1 d C.    | Synoris (carrera de carros)              | Damitidas                             | Élide                   |
|           | 1 d. C.   | Estadio (carrera)                        | Demarato                              | Éfeso                   |
| 196       | 5         | Sin datos                                | Cneo Marco                            | Roma                    |
|           | 5         | Estadio (carrera)                        | Pammenes                              | Magnesia                |
| 197       | 9         | Sin datos                                | Cneo Marco                            | Roma                    |
|           | 9         | Estadio (carrera)                        | Asiático                              | Halicarnaso             |
| 198       | 13        | Lucha                                    | Aristeas                              | Estratonicea            |
|           | 13        | Pancracio                                | Aristeas                              | Estratonicea            |
|           | 13        | Estadio (carrera)                        | Diofenes                              | Prusa                   |
| 199       | 17        | Estadio (carrera)                        | Esquines                              | Mileto                  |
|           | 17        | Synoris (carrera de carros)              | Germánico                             | Roma                    |
| 200       | 21        | Estadio (carrera)                        | Polemon                               | Petra                   |
| 201       | 25        | Pancracio                                | Hermas                                | Antioquía               |
|           | 25        | Pugilato                                 | Demócrates                            | Magnesia                |
|           | 25        | Estadio (carrera)                        | Damas (o Damasias)                    | Cidonia                 |
| 202       | 29        | Pancracio                                | Hermas                                | Antioquía               |
|           | 29        | Pugilato                                 | Demócrates                            | Magnesia                |
|           | 29        | Estadio (carrera)                        | Hermógenes                            | Pérgamo                 |
| 203       | 33        | Pugilato                                 | Demócrates                            | Magnesia                |
|           | 33        | Pancracio                                | Heras                                 | Laodicea                |
|           | 33        | Estadio (carrera)                        | Apolonio                              | Epidauro                |
| 204       | 37        | Sin datos                                | Hermógenes                            | Filadelfia              |
|           | 37        | Lucha                                    | Nicóstrato                            | Egas (Cilicia)          |
|           | 37        | Pancracio                                | Nicóstrato                            | Egas (Cilicia)          |
|           | 37        | Estadio (carrera)                        | Serapión                              | Alejandría              |
| 205       | 41        | Estadio (carrera)                        | Eubólidas                             | Laodicea                |
| 206       | 45        | Estadio (carrera)                        | Valerio                               | Mitilene                |
| 207       | 49        | Pugilato                                 | Melancomas                            | Caria                   |
|           | 49        | Pancracio                                | Publio Cornelio Aristón               | Éfeso                   |
|           | 49        | Lucha                                    | Tiberio Claudio Patrobio              | Antioquía               |
|           | 49        | Estadio (carrera)                        | Atenodoro                             | Egio                    |
| 208       | 53        | Evento ecuestre                          | Calipo Pisano                         | Élide                   |
|           | 53        | Lucha                                    | Tiberio Claudio Patrobio              | Antioquía               |
|           | 53        | Carrera de caballos                      | Tiberio Claudio Afrodisio             | Élide                   |
|           | 53        | Pancracio                                | Sin datos                             | Estratonicea            |
|           | 53        | Estadio (carrera)                        | Atenodoro                             | Egio                    |
| 209       | 57        | Lucha                                    | Tiberio Claudio Patrobio              | Antioquía               |
|           | 57        | Sin datos                                | Publio Pompeyo Eutiques               | Filadelfia              |
|           | 57        | Estadio (carrera)                        | Calicles                              | Sidón                   |
| 210       | 61        | Sin datos                                | Publio Pompeyo Eutiques               | Filadelfia              |
|           | 61        | Estadio (carrera)                        | Atenodoro                             | Egio                    |
| 211       | 65        | Pancracio                                | Jenódamo                              | Anticira                |
|           | 65        | Synoris (carrera de carros)              | Nerón                                 | Roma                    |
|           | 65        | Synoris (carrera de carros) II           | Nerón                                 | Roma                    |
|           | 65        | Synoris (carrera de carros) III          | Nerón                                 | Roma                    |
|           | 65        | Estadio (carrera)                        | Trifón                                | Filadelfia              |
|           | 65        | Concurso de Heraldos                     | Nerón                                 | Roma                    |
|           | 65        | Competencia de Lira (Música)             | Nerón                                 | Roma                    |
|           | 65        | Competencia de tragedias                 | Nerón                                 | Roma                    |
| 212       | 69        | Concurso de trompetas                    | Diógenes                              | Éfeso                   |
|           | 69        | Diaulo (carrera doble)                   | Polites                               | Céramo                  |
|           | 69        | Dólico (carrera 4800 m)                  | Polites                               | Céramo                  |
|           | 69        | Pancracio                                | Tiberio Claudio Artemidoro            | Trales                  |
|           | 69        | Estadio (carrera)                        | Polites                               | Céramo                  |
| 213       | 73        | Concurso de trompetas                    | Diógenes                              | Éfeso                   |
|           | 73        | Estadio (carrera)                        | Rodo                                  | Cime                    |
| 214       | 77        | Concurso de trompetas                    | Diógenes                              | Éfeso                   |
|           | 77        | Estadio (carrera)                        | Estratón                              | Alejandría              |
| 215       | 81        | Concurso de trompetas                    | Diógenes                              | Éfeso                   |
|           | 81        | Diaulo (carrera doble) o Hoplitódromo    | Hermógenes                            | Janto                   |
|           | 81        | Sin datos                                | Pratomélidas                          | Esparta                 |
|           | 81        | Pancracio                                | Tiberio Claudio Rufo                  | Esmirna                 |
|           | 81        | Estadio (carrera)                        | Hermógenes                            | Janto                   |
| 216       | 85        | Pancracio                                | Tito Flavio Artemidoro                | Adana                   |
|           | 85        | Diaulo (carrera doble)                   | Hermógenes                            | Janto                   |
|           | 85        | Dólico (carrera 4800 m)                  | Tito Flavio Metrobio                  | Yaso]]                  |
|           | 85        | Concurso de trompetas                    | Diógenes                              | Éfeso                   |
|           | 85        | Hoplitódromo (carrera de hoplitas)       | Hermógenes                            | Janto                   |
|           | 85        | Estadio (carrera)                        | Apolofanes                            | Tarso                   |
| 217       | 89        | Pancracio                                | Tito Flavio Artemidoro                | Adana                   |
|           | 89        | Pugilato                                 | Serapión                              | Alejandría              |
|           | 89        | Pancracio                                | Nicanor                               | Éfeso                   |
|           | 89        | Diaulo (carrera doble) o Hoplitódromo    | Hermógenes                            | Janto                   |
|           | 89        | Sin datos                                | Pancles                               | Tenos                   |
|           | 89        | Estadio (carrera)                        | Hermógenes                            | Janto                   |
| 218       | 93        | Pugilato                                 | Heráclides                            | Alejandría              |
|           | 93        | Sin datos                                | Ateneo                                | Atenas                  |
|           | 93        | Estadio (carrera)                        | Apolonis (o Heliodoro)                | Alejandría              |
| 219       | 97        | Lucha                                    | Marcos                                | Antioquía               |
|           | 97        | Estadio (carrera)                        | Estefano                              | Capadocia               |
| 220       | 101       | Pancracio                                | Tito Flavio Arquibio                  | Alejandría              |
|           | 101       | Estadio (carrera)                        | Aquiles                               | Alejandría              |
| 221       | 105       | Pancracio                                | Tito Flavio Arquibio                  | Alejandría              |
|           | 105       | Estadio (carrera)                        | Teonas                                | Alejandría              |
| 222       | 109       | Estadio (carrera)                        | Calisto                               | Sidón                   |
|           | 109       | Carrera de caballos                      | Sin datos                             | Sin datos               |
| 223       | 113       | Dólico (carrera 4800 m)                  | Sin datos                             | Rodas                   |
|           | 113       | Estadio (carrera)                        | Eustolo                               | Sidón                   |
| 224       | 117       | Pancracio                                | Publio Elio Aristómaco                | Magnesia                |
|           | 117       | Dólico (carrera 4800 m)                  | Sin datos                             | Rodas                   |
|           | 117       | Estadio (carrera)                        | Isarión                               | Alejandría              |
| 225       | 121       | Estadio (carrera)                        | Aristeas                              | Mileto                  |
| 226       | 125       | Sin datos                                | Mosco                                 | Pérgamo                 |
|           | 125       | Pancracio                                | Marco Ulpio Doméstico                 | Éfeso                   |
|           | 125       | Estadio (carrera)                        | Dionisio Sameumis                     | Alejandría              |
| 227       | 129       | Sin datos                                | Diefilo                               | Egas (Eólida)           |
|           | 129       | Synoris (carrera de carros)              | Lucio Minicio Natal                   | Barcino                 |
|           | 129       | Estadio (carrera)                        | Dionisio Sameumis                     | Alejandría              |
|           | 129       | Synoris (carrera de carros)              | Lucio Minicio Natal                   | Roma                    |
| 228       | 133       | Estadio (carrera)                        | Elio Graniano                         | Sición                  |
|           | 133       | Estadio (carrera)                        | Lucas                                 | Alejandría              |
| 229       | 137       | Pentatlón                                | Elio Graniano                         | Sición                  |
|           | 137       | Diaulo (carrera doble)                   | Elio Graniano                         | Sición                  |
|           | 137       | Lucha                                    | Hermágoras                            | Magnesia del Sípilo     |
|           | 137       | Concurso de Heraldos                     | Publio Elio Artemas                   | Laodicea                |
|           | 137       | Estadio (carrera)                        | Epidauro                              | Alejandría              |
| 230       | 141       | Pugilato                                 | Marco Tullio                          | Apamea                  |
|           | 141       | Pentatlón                                | Elio Graniano                         | Sición                  |
|           | 141       | Estadio (carrera)                        | Dídimo Clideo                         | Alejandría              |
| 231       | 145       | Pugilato                                 | Marco Tulio                           | Apamea                  |
|           | 145       | Lucha                                    | Dionisio                              | Seleucia                |
|           | 145       | Estadio (carrera)                        | Cranao (o Graniano)                   | Sición                  |
| 232       | 149       | Estadio (carrera)                        | Ático                                 | Sardes                  |
| 233       | 153       | Pancracio                                | Marco Aurelio Demetrio                | Alejandría              |
|           | 153       | Diaulo (carrera doble)                   | Demetrio                              | Quíos                   |
|           | 153       | Synoris (carrera de carros)              | Casia Mnasitea                        | Élide                   |
|           | 153       | Estadio (carrera)                        | Demetrio                              | Quíos                   |
| 234       | 157       | Estadio (carrera)                        | Heras                                 | Quíos                   |
| 235       | 161       | Hoplitódromo (carrera de hoplitas)       | Mnasíbulo                             | Elatea                  |
|           | 161       | Estadio (carrera)                        | Mnasíbulo                             | Elatea                  |
| 236       | 165       | Lucha                                    | Marco Aurelio Crisipo                 | Esmirna                 |
|           | 165       | Concurso de Heraldos                     | Tito Elio Aurelio Apolonio            | Tarso                   |
|           | 165       | Estadio (carrera)                        | Eitales                               | Alejandría              |
| 237       | 169       | Diaulo (carrera doble)                   | Sin datos                             | Filadelfia              |
|           | 169       | Estadio (carrera)                        | Eudemón                               | Alejandría              |
| 238       | 173       | Pugilato                                 | Fotión                                | Éfeso                   |
|           | 173       | Pancracio                                | Marco Aurelio Demóstrato Damas        | Sardes                  |
|           | 173       | Estadio (carrera)                        | Agatopo                               | Egina                   |
| 239       | 177       | Lucha                                    | Marco Aurelio Hermágoras              | Magnesia del Sípilo     |
|           | 177       | Concurso de Heraldos                     | Gayo Julio Baso                       | Mileto                  |
|           | 177       | Pancracio                                | Marco Aurelio Demóstrato Damas        | Sardes                  |
|           | 177       | Estadio (carrera)                        | Agatopo                               | Egina                   |
| 240       | 181       | Pancracio                                | Marco Aurelio Asclepíades             | Alejandría              |
|           | 181       | Hoplitódromo (carrera de hoplitas)       | C[...]ctabeno                         | Éfeso                   |
|           | 181       | Estadio (carrera)                        | Anubión                               | Alejandría              |
| 241       | 185       | Sin datos                                | Tito Elio Aurelio Metrodoro           | Filadelfia              |
|           | 185       | Hoplitódromo (carrera de hoplitas)       | C[...]ctabeno                         | Éfeso                   |
|           | 185       | Estadio (carrera)                        | Herón                                 | Alejandría              |
| 242       | 189       | Sin datos                                | Marco Aurelio Filosebasto             | Éfeso                   |
|           | 189       | Sin datos                                | Tito Julio Septimio Juliano           | Esmirna                 |
|           | 189       | Estadio (carrera)                        | Magno                                 | Cirene                  |
| 243       | 193       | Lucha                                    | Marco Aurelio Asclepíades             | Alejandría              |
|           | 193       | Estadio (carrera)                        | Isidoro                               | Alejandría              |
| 244       | 197       | Pugilato                                 | Sin datos                             | Éfeso                   |
|           | 197       | Pentatlón                                | Aurelio Metrodoro                     | Cícico                  |
|           | 197       | Lucha                                    | Marco Aurelio Asclepíades             | Alejandría              |
|           | 197       | Carrera de caballos                      | Teopropo                              | Rodas                   |
|           | 197       | Estadio (carrera)                        | Isidoro                               | Alejandría              |
| 245       | 201       | Pugilato                                 | Sin datos                             | Éfeso                   |
|           | 201       | Sin datos                                | Marco Aurelio Hierocles               | Nisa                    |
|           | 201       | Estadio (carrera)                        | Alejandro                             | Alejandría              |
| 246       | 205       | Estadio (carrera)                        | Epínico                               | Cícico                  |
| 247       | 209       | Lucha                                    | Gereno                                | Náucratis               |
|           | 209       | Pancracio                                | Gayo Perelio Aurelio Alejandro        | Tiatira                 |
|           | 209       | Estadio (carrera)                        | Satornilo                             | Gortina                 |
| 248       | 213       | Dólico (carrera 4800 m)                  | Sin datos                             | Bitinia                 |
|           | 213       | Lucha                                    | Aurelio Aelix                         | Fenicia                 |
|           | 213       | Pancracio                                | Lucio Silicio Firmo Mandrógenes       | Magnesia                |
|           | 213       | Estadio (carrera)                        | Heliodoro                             | Alejandría              |
| 249       | 217       | Dólico (carrera 4800 m)                  | Sin datos                             | Bitinia                 |
|           | 217       | Concurso de trompetas                    | Publio Elio Aurelio Serapión          | Éfeso                   |
|           | 217       | Pancracio                                | Aurelio Aelix                         | Fenicia                 |
|           | 217       | Estadio (carrera)                        | Heliodoro                             | Alejandría              |
| 250       | 221       | Dólico (carrera 4800 m)                  | Sin datos                             | Bitinia                 |
|           | 221       | Pancracio                                | Aurelio Febammon                      | Egipto                  |
|           | 221       | Estadio (carrera)                        | Publio Elio Alcándridas               | Esparta                 |
| 251       | 225       | Sin datos                                | Publio Elio Graniano Fanio Artemidoro | Mileto                  |
|           | 225       | Estadio (carrera)                        | Publio Elio Alcándridas               | Esparta                 |
| 252       | 229       | Sin datos                                | Claudio Rufo                          | Salamina                |
|           | 229       | Pentatlón                                | Demetrio                              | Salamina                |
|           | 229       | Estadio (carrera)                        | Demetrio                              | Salamina                |
| 253       | 233       | Sin datos                                | Claudio Rufo                          | Salamina                |
|           | 233       | Pentatlón                                | Demetrio                              | Salamina                |
|           | 233       | Estadio (carrera)                        | Demetrio                              | Salamina                |
| 254       | 237       | Estadio (carrera)                        | Demetrio                              | Salamina                |
| 255       | 241       | Pentatlón                                | Aurelio Germano                       | Antinoe                 |
|           | 241       | Pentatlón                                | Publio Asclepíades                    | Corinto                 |
|           | 241       | Synoris (carrera de carros)              | Tito Domicio Prometeo                 | Atenas                  |
| 256       | 245       | Concurso de heraldos                     | Valerio Eclecto                       | Sinope                  |
| 257       | 249       | Sin datos                                | Sin datos                             | Atenas                  |
|           | 249       | Sin datos                                | Marco Aurelio Pío                     | Daldis                  |
| 258       | 253       | Concurso de heraldos                     | Valerio Eclecto                       | Sinope                  |
| 259       | 257       | Concurso de heraldos                     | Valerio Eclecto                       | Sinope                  |
| 260       | 261       | Concurso de heraldos                     | Valerio Eclecto                       | Sinope                  |
| 261       | 265       | Sin datos                                | Sin datos                             | Sin datos               |
| 262       | 269       | Sin datos                                | Sin datos                             | Sin datos               |
| 263       | 273       | Estadio (carrera)                        | Dionisio                              | Alejandría              |
| 264       | 277       | Sin datos                                | Aurelio Serapamón                     | Oxirrinco               |
| 275       | 321       | Pancracio infantil                       | M. Aurelio Marciano                   | Sardes                  |
| 278       | 333       | Dólico                                   | M. Aurelio Calón                      | Tespias                 |
|           | 333       | Diaulo                                   | Aurelio Estratónico                   | Ténedos                 |
| 279       | 337       | Pentatlón                                | Epícteto                              | Sin datos               |
| ¿280-290? | ¿341-381? | Pancracio                                | Aurelio Heliodoro                     | Tespias                 |
| ¿280-290? | ¿341-381? | Estadio                                  | Aurelio Sotero                        | Tespias                 |
| 286       | 365       | Pentatlón                                | Pancracio                             | Atenas                  |
| 290       | 381       | Pancracio infantil                       | Aurelio Eucárpides                    | Atenas                  |
| 291       | 385       | Pugilato infantil                        | Aurelio Zopiro                        | Atenas                  |